# ティーポット・ドーム事件

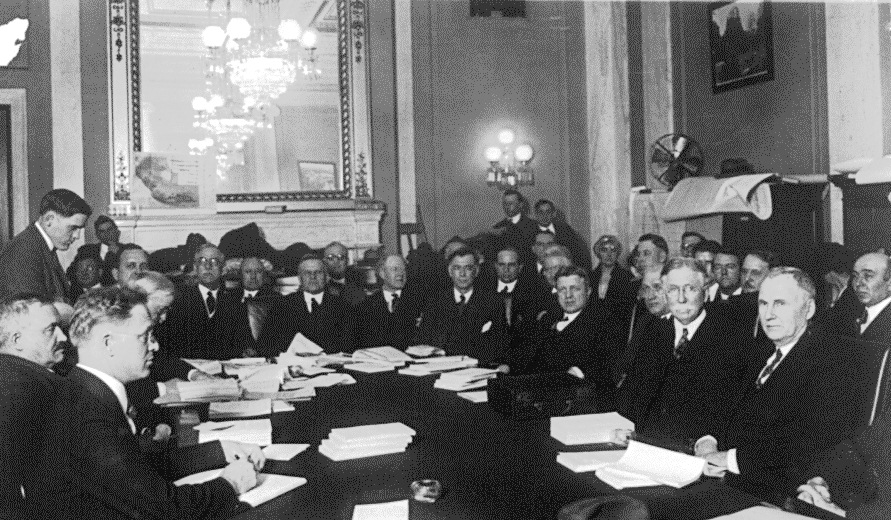
石油実業家 エドワード・L・ドヒニー (テーブルについた男たちのうち右から二番目) が1924年にティーポット・ドーム事件に関する上院委員会で証言するところ

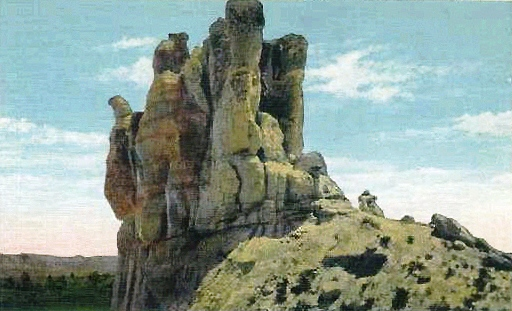
事件が起きたころのティーポット・ロック(1922年ごろの絵葉書)

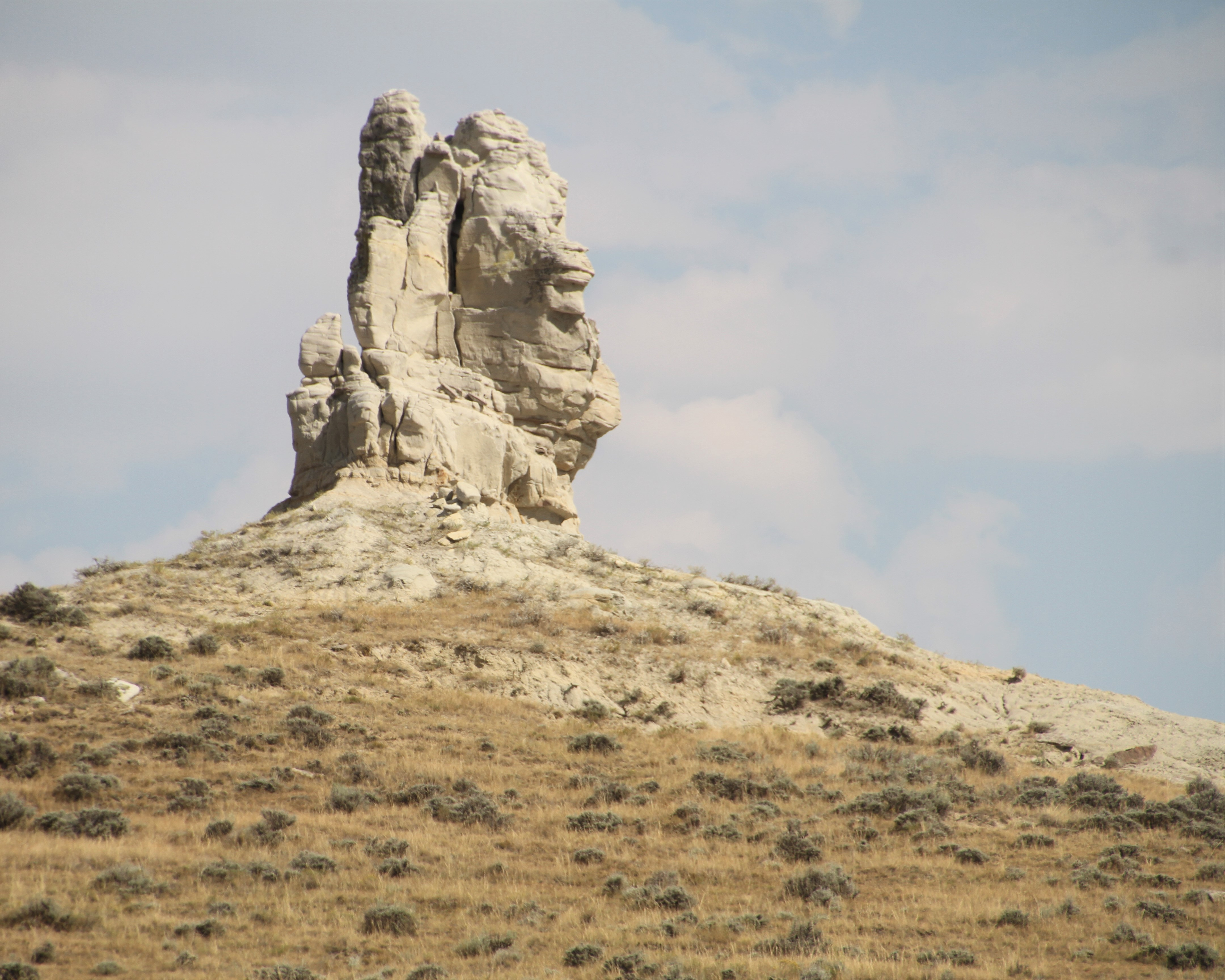
南側から見たティーポット・ロック。ティーポット・ドーム油田は岩の北側、写真では右側に位置する(2017年ごろの写真)

ティーポット・ドーム事件（英語: Teapot Dome scandal）は1921年から1924年にかけて、ウォレン・ハーディング大統領政権下のアメリカ合衆国で起きた汚職事件である。内務長官アルバート・B・フォールは、ワイオミング州のティーポット・ロック付近と、カリフォルニア州の二か所にあった海軍保有の油田を、入札なしかつ安い使用料で民間企業に賃貸した。1922年および1923年には、この賃貸の問題がアメリカ合衆国上院議員トマス・Ｊ・ウォルシュによる調査の対象となった。後に、フォールは収賄罪で逮捕され、大統領顧問団の一員として初めて刑務所に服役することとなった。
ウォーターゲート事件以前、ティーポット・ドーム事件は、アメリカ政治史上最大かつもっともスキャンダラスな事件であると見なされていた。1922年の鉄道大ストライキおよび第一次大戦帰還兵に対するボーナス法案への拒否権発動により、すでに傷ついていたハーディング政権の評判はさらに低下することとなった。

## 歴史
20世紀初頭、アメリカ海軍は石炭から石油へと燃料の大転換を行っていた。海軍の燃料を確保するため、ウィリアム・タフト大統領は複数の油田を海軍の保有としていた。1921年、ウォレン・ハーディング大統領は、大統領命令により、ワイオミング州のナトロナ郡のティーポット・ドーム油田、カリフォルニア州のカーン郡のエルク・ヒルズ油田およびブエナ・ビスタ油田の管理を海軍省から内務省に移管した。この移管は、1922年、内務長官フォールが海軍長官エドウィン・デンビを説得するまでは施行されなかった。
1922年、フォールはティーポット・ドーム油田の採掘権をシンクレア石油の子会社であるマンモス石油のハリー・フォード・シンクレアに賃貸した。またエルク・ヒルズ油田の権利をパン・アメリカン・石油のエドワード・L・ドヒニーに賃貸した。いずれも入札なしに行われたが、賃貸自体は鉱山賃貸法の下では合法であった。
どちらの賃貸条件も石油会社にきわめて有利なものであり、フォールも多大な利益を得ていた。1921年11月、フォールはドヒニーから当時の金額で10万ドル(現在の価値171万ドル)の無利子融資を受けていた。さらに、ドヒニーおよびシンクレアから、合計40万4千ドル(現在の価値690万ドル)を受け取っていた。賃貸そのものではなく、この資金提供が違法とされた。フォールは資金提供を隠していたが、生活レベルが突然に向上したことが疑惑の的となった。

## 調査と結果

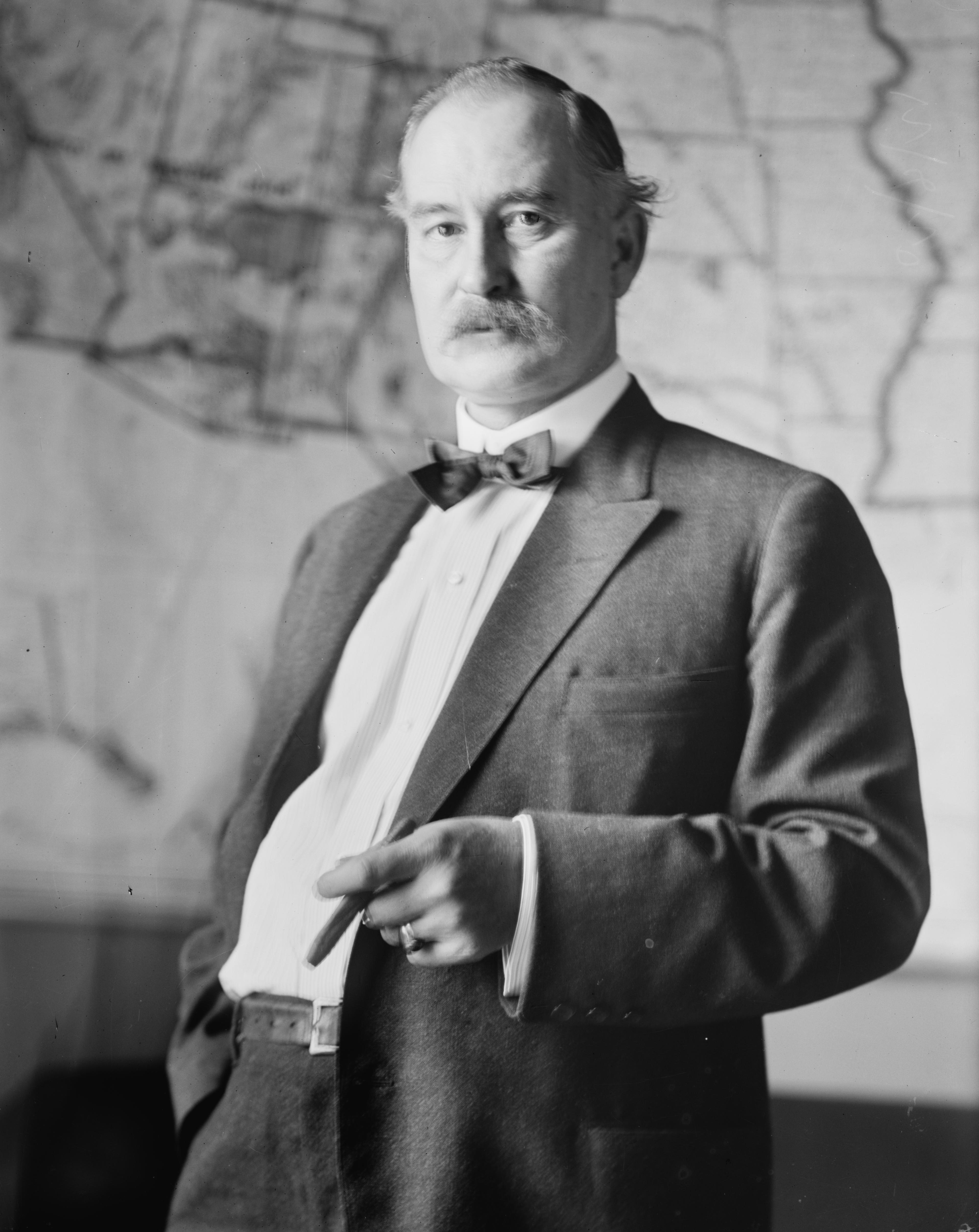
元アメリカ合衆国大統領顧問団として初めて懲役刑を受けたアルバート・B・フォール上院議員

1922年4月、ワイオミング州の石油技師が、シンクレアが秘密取引で油田の権利を得たことに怒りジョン・K・ケンドリック上院議員に手紙を書いた。ケンドリックは当初対応しなかったが。2日後、1件の調査を請求した。ウィスコンシン州選出の共和党上院議員ロバート・M・ラフォレット・シニアが公共の土地に関する上院委員会による調査を主導した。当初、ラフォレットはフォールの潔白を信じていた。しかし、上院議事堂にある自身のオフィスが荒らされたため、疑いを深めた。
モンタナ州選出の民主党上院議員トマス・J・ウォルシュは、当時最も若年の野党議員であったが、長期間に及ぶ調査を主導した。ウォルシュは2年にわたって調査を続け、フォールは証拠を隠蔽し続けた。賃貸自体は合法であり、違法性の証拠は当初見つからなかったが、記録はなぜか消滅し続けた。フォールは賃貸を合法に見せかけていたが、見返りを受け取っていたことが違法とされた。1924年の段階では、フォールが短期間でどのように富裕となったのかが、疑問として残っていた。
フォールが収賄で受け取った資金は牧場の購入と、他の投資に回っていた。調査の結果フォールの潔白が明らかになりつつあった時、ウォルシュはフォールが隠し忘れていたドヒニーからの10万ドルの融資の証拠を見つけた。
この発見により、スキャンダルへの糸口がつかめた。1920年代を通じて、民事および刑事裁判が継続した。1927年に、連邦最高裁は油田の賃貸権が違法に入手されたと判決を下した。1927年の2月にはエルク・ヒルズ油田の賃貸を無効にし、10月にはティーポット・ドーム油田の賃貸を無効とした。いずれの油田も海軍に返還された。
1929年、フォールはドヒニーからの収賄で有罪となった。しかし、1930年にドヒニーは贈賄の件で無罪となり、10万ドルの無利子融資の担保としてドヒニーの会社はフォールの自宅の抵当権を得た。シンクレアは陪審員買収の罪で6か月の懲役となった。
この事件の重大な帰結として、1927年に連邦最高裁が議会の強制調査権を認めた
。
2015年2月、累計2200万バレルの石油を産出した後、アメリカ合衆国エネルギー省はティーポット・ドーム油田を4500万ドルでStranded Oil Resources Corp.に売却した。

## 参照
1. ↑  Cherny, Robert W. “Graft and Oil: How Teapot Dome Became the Greatest Political Scandal of its Time”. History Now.   Gilder Lehrman Institute of American History. 2010年5月27日閲覧。
2. ↑  “Warren G Harding: Domestic & foreign affairs”, Grant-Eisenhower, President profiles May 14,2015閲覧。.
3. ↑  “Mineral Leasing Act of 1920 as Amended (re-transcribed 2007-08-07)” (PDF).   Bureau of Land Management, U.S. Department of the Interior. 2014年9月8日閲覧。
4. ↑  Davis, Margaret L (2001). Dark Side of Fortune: Triumph and Scandal in the Life of Oil Tycoon Edward L. Doheny. University of California Press. p. 149
5. ↑  “Senate Investigates the "Teapot Dome" Scandal”. Historical Minutes: 1921–1940.   Art & History, United States Senate. 2015年5月14日閲覧。
6. ↑  McCartney, Laton. The Teapot Dome Scandal: How Big Oil Bought the Harding White House and Tried to Steal the Country. New York: Random House, 2008.
7. ↑  “McGrain v. Daugherty”.  Oyez.org. 2010年11月2日閲覧。
8. ↑  Government sells scandalized Teapot Dome oilfield for $45 million